# Francastel

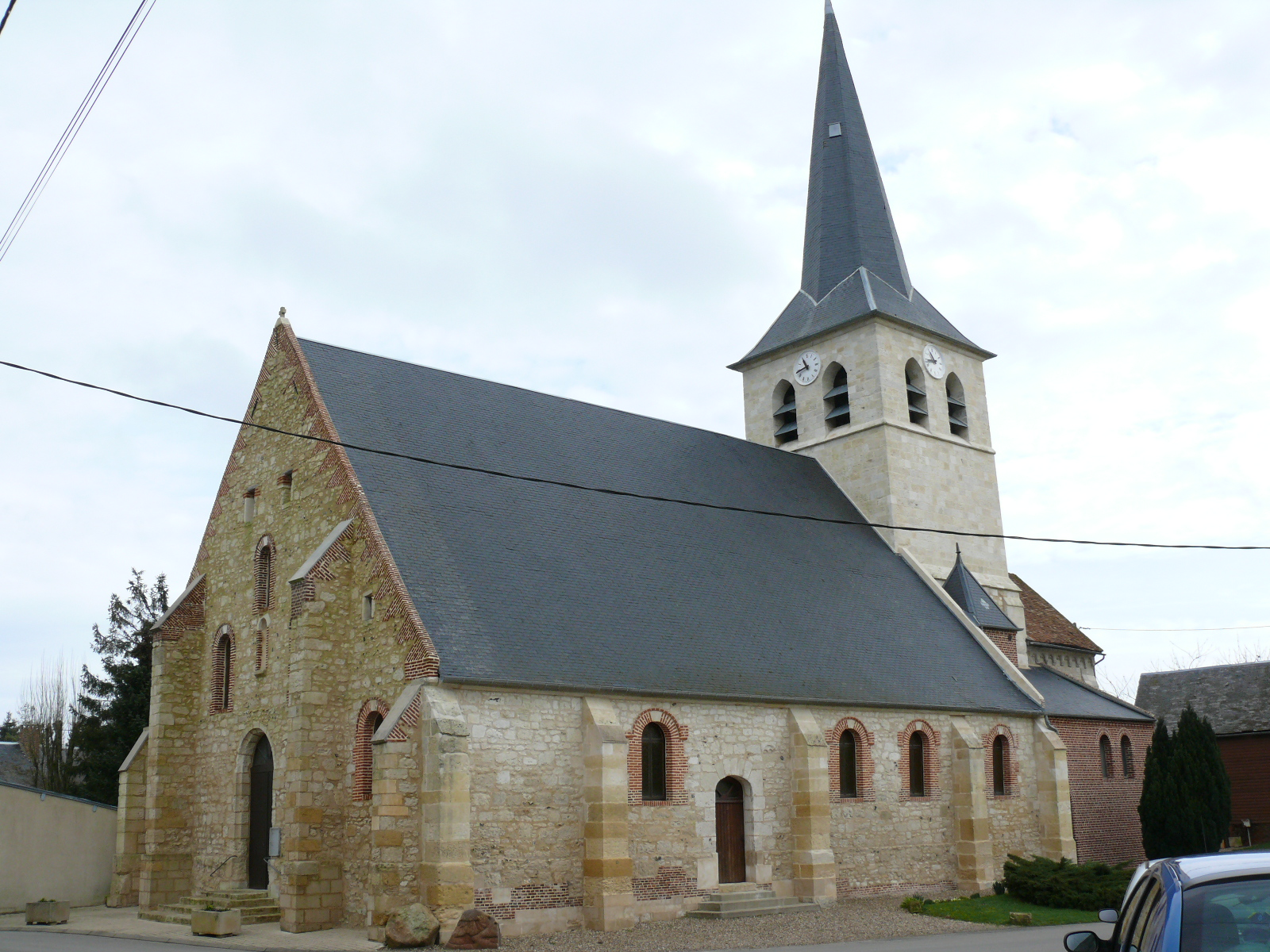
Kerk

Francastel is een gemeente in het Franse departement Oise (regio Hauts-de-France) en telt 403 inwoners (2005). De plaats maakt deel uit van het arrondissement Beauvais. In de gemeente ligt het gesloten spoorwegstation Francastel-Ourcel.

## Geografie
De oppervlakte van Francastel bedraagt 12,5 km², de bevolkingsdichtheid is 32,2 inwoners per km².
De onderstaande kaart toont de ligging van Francastel met de belangrijkste infrastructuur en aangrenzende gemeenten.

## Demografie
Onderstaande figuur toont het verloop van het inwonertal (bron: INSEE-tellingen).